# 苏联语言
蘇聯面積相當大，因此蘇聯内並沒有統一的語言。蘇聯語言，大致由數個語系發展出來。
1918年，蘇聯政府宣佈所有國民均可以母語接受教育。語言中的字母因此變得有必要。當時的語言大多視乎地區而採用拉丁字母、西里爾字母或阿拉伯字母。
1937年，所有未有書寫字母的語言均獲配西里爾字母，以加強蘇聯民眾學習俄語的能力，從而推動俄羅斯化。
1960年開始，所有教育和法律都以俄語為主導。

## 語言種類

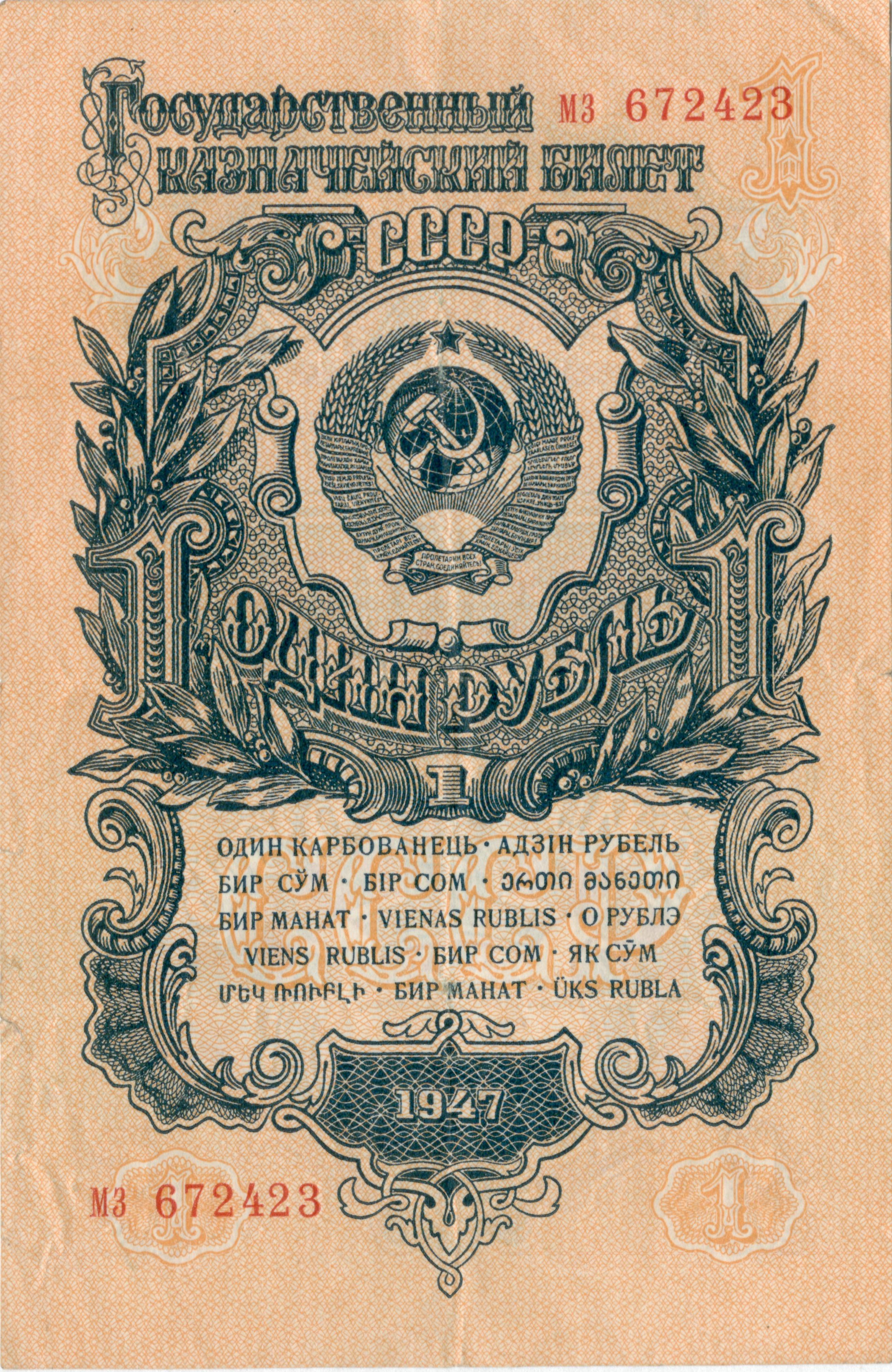
印有蘇聯境内15種語言的一盧布鈔票。Один рубль (俄語), Один карбованець (烏克蘭語), Адзін рубель (白俄羅斯語), Бир сўм/Bir so‘m (烏兹别克語), Бiр сом (哈薩克語), ერთი მანეთი /Erti maneti/ (格魯吉亞語), Бир Манат/Bir Manat (阿塞拜疆語), Vienas rublis (立陶宛語), О рублэ/O rublă (摩爾多瓦語), Viens rublis (拉脱維亞語), Бир Сом (吉爾吉斯語), Як сўм (塔吉克語), Մեկ ռուբլի/Mek rrubli/ (亞美尼亞語), Бир Манат/Bir Manat (土庫曼語), Üks rubla (愛沙尼亞語)

### 東斯拉夫語支
東斯拉夫語支是歐洲俄羅斯、白俄羅斯和烏克蘭的主要語言，包括俄語、白俄羅斯語和烏克蘭語，是蘇聯境内最多人使用的語言。
雖然蘇聯並沒有官方語言，只有俄語作為各民族之間的溝通語言，實際上俄語是政府公告的語言，亦是最為常用的。

### 波羅的語族
波羅的語族是立陶宛和拉脱維亞的主要語言，包括立陶宛語、拉脱維亞語。

### 東羅曼語支
東羅曼語支是摩爾多瓦的主要語言，包括摩爾多瓦語。
雖然摩爾多瓦語大部分清況下均以拉丁字母書寫，但在鄰近烏克蘭地區(如德涅斯特河沿岸)則會以西里爾字母書寫。

### 亞美尼亞語
亞美尼亞語是亞美尼亞的主要語言，但在阿塞拜疆西部亦偶有使用。

### 南高加索语系
南高加索语系是格魯吉亞的主要語言，包括格魯吉亞語和當地諸方言。

### 烏拉爾語系
烏拉爾語系是烏拉爾山脈北部地區(屬俄羅斯)和愛沙尼亞的主要語言。愛沙尼亞的主要語言為愛沙尼亞語，而烏拉爾北部則為不同的方言。
另外，卡累利阿共和国亦有小部分人說芬蘭語。

### 突厥語族
突厥語族是哈薩克、阿塞拜疆、吉爾吉斯、土庫曼和烏茲別克的主要語言，包括哈薩克語、阿塞拜疆語、吉爾吉斯語、土庫曼語和烏茲別克語。
另外，薩哈共和國内亦有不少人以突厥語族方言作為主要語言。韃靼語是歐洲俄羅斯内少數方言，其亦屬突厥語族。

### 伊朗語支
伊朗語支是塔吉克的主要語言，包括塔吉克語。
除此以外，伊朗語支的用途相當之少，母語人口高度集中。

## 語言分級
理論上蘇聯法律禁止任何有關語言之歧視。但實際上不同語言的重要性非常明顯。

### 法定語言
列寧曾於1914年提及法定語言並無必要。
因此，直至1990年以前，蘇聯並沒有任何法定語言。1990年，蘇聯正式將俄語列為法定語言，但其加盟共和國亦可自行添加官方語言。

### 次級語言
次級語言包括除俄語外其他加盟共和國的語言。
其中兩種語言被視為與其他非蘇聯地區等同，包括︰
- 摩爾多瓦語 = 羅馬尼亞語
- 塔吉克語 = 波斯語

### 其他語言
其他語言包括一切方言。它們並沒有任何法定或官方地位，只有少數民族使用。